# Zmeu

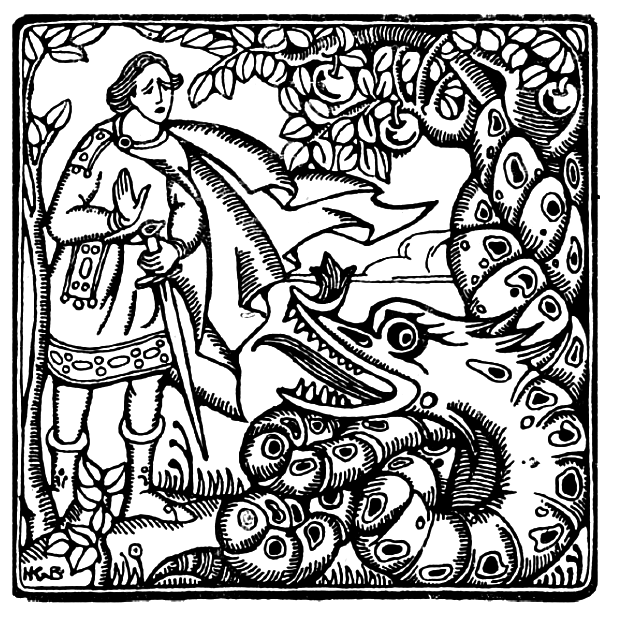
Bajkowa rycina przedstawiająca księcia i smoka (zmeu)

Zmeu – istota z rumuńskiej mitologii ludowej i baśni. Wyobrażana w postaci antropomorficznej z pewnymi cechami gadzimi, takimi jak ogon i ciało pokryte łuskami. W mitologii ludowej związana jest z żywiołem powietrza i zjawiskami atmosferycznymi, takimi jak gwałtowne burze. Często utożsamia się ją wtedy ze smokiem (rum. balaur). W bajkach jest zwykle przeciwnikiem bohatera o imieniu Făt-Frumos, porywaczem kobiet, posiada nadludzką siłę, własny pałac, często jeździ konno i posługuje się buławą. Nazwa jest prawdopodobnie zapożyczeniem z języków słowiańskich, wywodzi się od słowa zmьjь (zmij) oznaczającego żmija. Podobne postacie znane są także w folklorze Bułgarów i Rosjan pod nazwą змей (zmej).